# Championnat d'Europe de rugby à XV des moins de 18 ans 2019
Navigation
Championnat d'Europe des moins de 18 ans 2018 Championnat d'Europe des moins de 18 ans 2021
Le championnat d'Europe de rugby à XV des moins de 18 ans 2019 réunit 8 nations.
L'édition 2019 se déroule en Russie, à Kaliningrad. La compétition se déroule du dimanche 14 avril au samedi 20 avril 2019.
La finale se déroule à l'Arena Baltika de Kaliningrad le samedi 20 avril 2019. La Géorgie est championne d'Europe.

## Présentation

### Équipes en compétition
| groupe Elite |
| ------------ |
| Allemagne    |
| Belgique     |
| Espagne      |
| Géorgie      |
| Pays-Bas     |
| Roumanie     |
| Russie       |
| Portugal     |

### Format
Les 8 équipes participent à un quart de finale. La suite de la compétition se fait par élimination directe à chaque tour. Des matchs de classement ont également lieux.

## Phase finale

### Tableau principal
|  | Quarts de finale                                               | Quarts de finale                                               |                                                          |                                                          | Demi-finales                                          | Demi-finales                                          |   |  | Finale                                                   | Finale                                                   |
|  | Quarts de finale                                               | Quarts de finale                                               |                                                          |                                                          | Demi-finales                                          | Demi-finales                                          |   |  | Finale                                                   | Finale                                                   |
|  |                                                                |                                                                |                                                          |                                                          |                                                       |                                                       |   |  |                                                          |                                                          |
|  | le 14 avril 2019 à 18h25 au Stade Lokomotiv (pl) (Kaliningrad) | le 14 avril 2019 à 18h25 au Stade Lokomotiv (pl) (Kaliningrad) |                                                          |                                                          | le 17 avril 2019 à 18h23 au Stade Selma (Kaliningrad) | le 17 avril 2019 à 18h23 au Stade Selma (Kaliningrad) |   |  | le 20 avril 2019 à 17h50 à l'Arena Baltika (Kaliningrad) | le 20 avril 2019 à 17h50 à l'Arena Baltika (Kaliningrad) |
|  | le 14 avril 2019 à 18h25 au Stade Lokomotiv (pl) (Kaliningrad) | le 14 avril 2019 à 18h25 au Stade Lokomotiv (pl) (Kaliningrad) |                                                          |                                                          | le 17 avril 2019 à 18h23 au Stade Selma (Kaliningrad) | le 17 avril 2019 à 18h23 au Stade Selma (Kaliningrad) |   |  | le 20 avril 2019 à 17h50 à l'Arena Baltika (Kaliningrad) | le 20 avril 2019 à 17h50 à l'Arena Baltika (Kaliningrad) |
|  | Géorgie                                                        | 46                                                             |                                                          |                                                          | le 17 avril 2019 à 18h23 au Stade Selma (Kaliningrad) | le 17 avril 2019 à 18h23 au Stade Selma (Kaliningrad) |   |  | le 20 avril 2019 à 17h50 à l'Arena Baltika (Kaliningrad) | le 20 avril 2019 à 17h50 à l'Arena Baltika (Kaliningrad) |
|  | Géorgie                                                        | 46                                                             |                                                          |                                                          | le 17 avril 2019 à 18h23 au Stade Selma (Kaliningrad) | le 17 avril 2019 à 18h23 au Stade Selma (Kaliningrad) |   |  | le 20 avril 2019 à 17h50 à l'Arena Baltika (Kaliningrad) | le 20 avril 2019 à 17h50 à l'Arena Baltika (Kaliningrad) |
|  | Allemagne                                                      | 0                                                              |                                                          |                                                          | le 17 avril 2019 à 18h23 au Stade Selma (Kaliningrad) | le 17 avril 2019 à 18h23 au Stade Selma (Kaliningrad) |   |  | le 20 avril 2019 à 17h50 à l'Arena Baltika (Kaliningrad) | le 20 avril 2019 à 17h50 à l'Arena Baltika (Kaliningrad) |
|  | Allemagne                                                      | 0                                                              | Géorgie                                                  | 64                                                       |                                                       |                                                       |   |  | le 20 avril 2019 à 17h50 à l'Arena Baltika (Kaliningrad) | le 20 avril 2019 à 17h50 à l'Arena Baltika (Kaliningrad) |
|  | le 14 avril 2019 à 16h55 au Stade Selma (Kaliningrad)          |                                                                | Géorgie                                                  | 64                                                       |                                                       |                                                       |   |  | le 20 avril 2019 à 17h50 à l'Arena Baltika (Kaliningrad) | le 20 avril 2019 à 17h50 à l'Arena Baltika (Kaliningrad) |
|  |                                                                | Russie                                                         | 10                                                       |                                                          |                                                       |                                                       |   |  | le 20 avril 2019 à 17h50 à l'Arena Baltika (Kaliningrad) | le 20 avril 2019 à 17h50 à l'Arena Baltika (Kaliningrad) |
|  | Russie                                                         | Russie                                                         | 10                                                       | 13                                                       |                                                       |                                                       |   |  | le 20 avril 2019 à 17h50 à l'Arena Baltika (Kaliningrad) | le 20 avril 2019 à 17h50 à l'Arena Baltika (Kaliningrad) |
|  | Russie                                                         |                                                                |                                                          | 13                                                       |                                                       |                                                       |   |  | le 20 avril 2019 à 17h50 à l'Arena Baltika (Kaliningrad) | le 20 avril 2019 à 17h50 à l'Arena Baltika (Kaliningrad) |
|  | Roumanie                                                       | 11                                                             |                                                          |                                                          |                                                       |                                                       |   |  | le 20 avril 2019 à 17h50 à l'Arena Baltika (Kaliningrad) | le 20 avril 2019 à 17h50 à l'Arena Baltika (Kaliningrad) |
|  | Roumanie                                                       | 11                                                             | Géorgie                                                  | 20                                                       |                                                       |                                                       |   |  |                                                          |                                                          |
|  | le 14 avril 2019 à 13h55 au Stade Selma (Kaliningrad)          |                                                                | Géorgie                                                  | 20                                                       |                                                       |                                                       |   |  |                                                          |                                                          |
|  |                                                                | Espagne                                                        | 10                                                       |                                                          |                                                       |                                                       |   |  |                                                          |                                                          |
|  | Espagne                                                        | Espagne                                                        | 10                                                       | 37                                                       |                                                       |                                                       |   |  |                                                          |                                                          |
|  | Espagne                                                        | le 17 avril 2019 à 16h53 au Stade Lokomotiv (pl) (Kaliningrad) |                                                          | 37                                                       |                                                       |                                                       |   |  |                                                          |                                                          |
|  | Pays-Bas                                                       | 0                                                              |                                                          |                                                          |                                                       |                                                       |   |  |                                                          |                                                          |
|  | Pays-Bas                                                       | 0                                                              | Espagne                                                  | 20                                                       |                                                       |                                                       |   |  |                                                          |                                                          |
|  | le 14 avril 2019 à 15h25 au Stade Lokomotiv (pl) (Kaliningrad) | le 14 avril 2019 à 15h25 au Stade Lokomotiv (pl) (Kaliningrad) | Espagne                                                  | 20                                                       | Match pour la 3e place                                | Match pour la 3e place                                |   |  |                                                          |                                                          |
|  | le 14 avril 2019 à 15h25 au Stade Lokomotiv (pl) (Kaliningrad) | le 14 avril 2019 à 15h25 au Stade Lokomotiv (pl) (Kaliningrad) |                                                          | Portugal                                                 | Match pour la 3e place                                | Match pour la 3e place                                | 5 |  |                                                          |                                                          |
|  | Portugal                                                       | 28                                                             | le 20 avril 2019 à 15h50 à l'Arena Baltika (Kaliningrad) | le 20 avril 2019 à 15h50 à l'Arena Baltika (Kaliningrad) |                                                       |                                                       | 5 |  |                                                          |                                                          |
|  | Portugal                                                       | 28                                                             | le 20 avril 2019 à 15h50 à l'Arena Baltika (Kaliningrad) | le 20 avril 2019 à 15h50 à l'Arena Baltika (Kaliningrad) |                                                       |                                                       |   |  |                                                          |                                                          |
|  | Belgique                                                       | 5                                                              |                                                          | Russie                                                   | 27                                                    |                                                       |   |  |                                                          |                                                          |
|  | Belgique                                                       | 5                                                              |                                                          | Russie                                                   | 27                                                    |                                                       |   |  |                                                          |                                                          |
|  |                                                                |                                                                |                                                          |                                                          |                                                       |                                                       |   |  | Portugal                                                 | 38                                                       |
|  |                                                                |                                                                |                                                          |                                                          |                                                       |                                                       |   |  | Portugal                                                 | 38                                                       |

#### Matchs de classement
|  | Demi-finales de classement                                     | Demi-finales de classement                            |                        |    | Match pour la 5e place                                | Match pour la 5e place                                |
|  | Demi-finales de classement                                     | Demi-finales de classement                            |                        |    | Match pour la 5e place                                | Match pour la 5e place                                |
|  |                                                                |                                                       |                        |    |                                                       |                                                       |
|  | le 17 avril 2019 à 15h23 au Stade Selma (Kaliningrad)          | le 17 avril 2019 à 15h23 au Stade Selma (Kaliningrad) |                        |    | le 20 avril 2019 à 13h50 au Stade Selma (Kaliningrad) | le 20 avril 2019 à 13h50 au Stade Selma (Kaliningrad) |
|  | le 17 avril 2019 à 15h23 au Stade Selma (Kaliningrad)          | le 17 avril 2019 à 15h23 au Stade Selma (Kaliningrad) |                        |    | le 20 avril 2019 à 13h50 au Stade Selma (Kaliningrad) | le 20 avril 2019 à 13h50 au Stade Selma (Kaliningrad) |
|  | Allemagne                                                      | 17                                                    |                        |    | le 20 avril 2019 à 13h50 au Stade Selma (Kaliningrad) | le 20 avril 2019 à 13h50 au Stade Selma (Kaliningrad) |
|  | Allemagne                                                      | 17                                                    |                        |    | le 20 avril 2019 à 13h50 au Stade Selma (Kaliningrad) | le 20 avril 2019 à 13h50 au Stade Selma (Kaliningrad) |
|  | Roumanie                                                       | 13                                                    |                        |    | le 20 avril 2019 à 13h50 au Stade Selma (Kaliningrad) | le 20 avril 2019 à 13h50 au Stade Selma (Kaliningrad) |
|  | Roumanie                                                       | 13                                                    | Allemagne              | 26 |                                                       |                                                       |
|  | le 17 avril 2019 à 13h53 au Stade Lokomotiv (pl) (Kaliningrad) |                                                       | Allemagne              | 26 |                                                       |                                                       |
|  |                                                                | Belgique                                              | 29                     |    |                                                       |                                                       |
|  | Pays-Bas                                                       | Belgique                                              | 29                     | 14 |                                                       |                                                       |
|  | Pays-Bas                                                       |                                                       |                        | 14 |                                                       |                                                       |
|  | Belgique                                                       | 34                                                    |                        |    |                                                       |                                                       |
|  | Belgique                                                       | 34                                                    | Match pour la 7e place |    |                                                       |                                                       |
|  |                                                                |                                                       |                        |    |                                                       |                                                       |
|  | le 20 avril 2019 à 10h53 au Stade Selma (Kaliningrad)          |                                                       |                        |    |                                                       |                                                       |
|  |                                                                |                                                       |                        |    |                                                       |                                                       |
|  | Roumanie                                                       | 12                                                    |                        |    |                                                       |                                                       |
|  | Roumanie                                                       | 12                                                    |                        |    |                                                       |                                                       |
|  | Pays-Bas                                                       | 29                                                    |                        |    |                                                       |                                                       |
|  | Pays-Bas                                                       | 29                                                    |                        |    |                                                       |                                                       |

#### Quarts de finale
| 14 avril 2019 18 h 30 CET | Géorgie -18 | 46 - 0 (20 - 0) | Allemagne -18 | Stade Lokomotiv (pl), Kaliningrad 500 spectateurs Arbitre : Peter Martin, Aksenov, Klimkina |
| 14 avril 2019 18 h 30 CET | Essai(s) : 7 Giorgi Kobalia (13e, 30e), Davit Niniashvili (35e), Givi Tsintsadze (41e), Nugzari Somkhishvili (48e, 68e), Luka Khekhelashvili (70e) Transformation(s) : 4 Givi Tsintsadze (35e, 41e, 49e), Dachi Papunashvili 70e Pénalité(s) : 1 Givi Tsintsadze (5e) | Rapport         |               | Stade Lokomotiv (pl), Kaliningrad 500 spectateurs Arbitre : Peter Martin, Aksenov, Klimkina |
| 14 avril 2019 18 h 30 CET | | Rapport         |               | Stade Lokomotiv (pl), Kaliningrad 500 spectateurs Arbitre : Peter Martin, Aksenov, Klimkina |

| 14 avril 2019 17 h 5 CET | Russie -18 | 13 - 11 (8 - 5) | Roumanie -18                                                                   | Stade Selma, Kaliningrad 3 500 spectateurs Arbitre : Allsop, Bousac, Kaptur |
| 14 avril 2019 17 h 5 CET | Essai(s) : 2 Denis Semikov (31e), Maksim Kemaev (60e) Pénalité(s) : 1 Aleksandr Belosludtsev (29e) Carton(s) jaune(s) : 1 Bogdan Kireev (40e) | Rapport         | Essai(s) : 1 Virgil Ghenea (25e) Pénalité(s) : 2 Mihai Mureșan (en) (43e, 54e) | Stade Selma, Kaliningrad 3 500 spectateurs Arbitre : Allsop, Bousac, Kaptur |
| 14 avril 2019 17 h 5 CET | | Rapport         |                                                                                | Stade Selma, Kaliningrad 3 500 spectateurs Arbitre : Allsop, Bousac, Kaptur |

| 14 avril 2019 14 h CET | Espagne -18 | 37 - 0 (20 - 0) | Pays-Bas -18 | Stade Selma, Kaliningrad 400 spectateurs Arbitre : Federico Vedovelli, Bousac, Sadykov |
| 14 avril 2019 14 h CET | Essai(s) : 5 Juan Bautista Richardis (8e), Arnau Andres (21e), Santiago Peñalba (41e), Gorbei Allende (53e), Lucas Pichot (67e) Transformation(s) : 2 Gonzalo Vinuesa (9e, 54e) Pénalité(s) : 1 Gonzalo Vinuesa (15e) | Rapport         |              | Stade Selma, Kaliningrad 400 spectateurs Arbitre : Federico Vedovelli, Bousac, Sadykov |
| 14 avril 2019 14 h CET | | Rapport         |              | Stade Selma, Kaliningrad 400 spectateurs Arbitre : Federico Vedovelli, Bousac, Sadykov |

| 14 avril 2019 15 h 30 CET | Portugal -18 | 28 - 5 (14 - 0) | Belgique -18                      | Stade Lokomotiv (pl), Kaliningrad 1 000 spectateurs Arbitre : Kopp, Ryzhkov, Evseev |
| 14 avril 2019 15 h 30 CET | Essai(s) : 4 José Santos (11e), Diogo Salgado (34e), Vasco Camara (45e), Pierre-Mathieu Fernandes (62e) Transformation(s) : 4 Domingos Cabral (11e, 35e), Vasco Durão (46e, 62e) | Rapport         | Essai(s) : 1 Viktor Pazgrat (36e) | Stade Lokomotiv (pl), Kaliningrad 1 000 spectateurs Arbitre : Kopp, Ryzhkov, Evseev |
| 14 avril 2019 15 h 30 CET | | Rapport         |                                   | Stade Lokomotiv (pl), Kaliningrad 1 000 spectateurs Arbitre : Kopp, Ryzhkov, Evseev |

#### Demi-finales
| 17 avril 2019 18 h 30 CET | Géorgie -18 | 64 - 10 (31 - 3) | Russie -18 | Stade Selma, Kaliningrad 3 000 spectateurs Arbitre : Bousac, Kopp, Kaptuk |
| 17 avril 2019 18 h 30 CET | Essai(s) : 10 ? 3 (5e, 17e, 68e), Tornike Zakariadze (19e), Aleksandre Kuntelia (23e), Luka Matkava (28e), Luka Petriashvili (36e), Zaur Lutidze (59e), Levan Kushashvili (62e), Davit Niniashvili (65e) Transformation(s) : 7 Dachi Papunashvili (17e, 19e, 28e, 37e, 60e, 62e, 65e) | Rapport          | Essai(s) : 1 Ameen Bait Said (48e) Transformation(s) : 1 Aleksandr Belosludtsev (48e) Pénalité(s) : 1 Aleksandr Belosludtsev (26e) | Stade Selma, Kaliningrad 3 000 spectateurs Arbitre : Bousac, Kopp, Kaptuk |
| 17 avril 2019 18 h 30 CET | | Rapport          | | Stade Selma, Kaliningrad 3 000 spectateurs Arbitre : Bousac, Kopp, Kaptuk |

| 17 avril 2019 17 h CET | Espagne -18 | 20 - 5 (10 - 5) | Portugal -18                                                                         | Stade Lokomotiv (pl), Kaliningrad 350 spectateurs Arbitre : Peter Martin, Evseev, Bryzgalin |
| 17 avril 2019 17 h CET | Essai(s) : 2 Mario Pichardie (33e), Juan Bautista Richardis (70e) Transformation(s) : 2 Gonzalo Vinuesa (33e), Dario Porta (70e) Pénalité(s) : 2 Gonzalo Vinuesa (15e, 39e) | Rapport         | Essai(s) : 1 Pierre-Mathieu Fernandes (28e) Carton(s) jaune(s) : 1 Simão Bento (45e) | Stade Lokomotiv (pl), Kaliningrad 350 spectateurs Arbitre : Peter Martin, Evseev, Bryzgalin |
| 17 avril 2019 17 h CET | | Rapport         |                                                                                      | Stade Lokomotiv (pl), Kaliningrad 350 spectateurs Arbitre : Peter Martin, Evseev, Bryzgalin |

#### Demi-finales de classement
| 17 avril 2019 15 h 30 CET | Allemagne -18                                                                                     | 17 - 13 (12 - 7) | Roumanie -18 | Stade Selma, Kaliningrad 250 spectateurs Arbitre : Federico Vedovelli, Kopp, Kaptuk |
| 17 avril 2019 15 h 30 CET | Essai(s) : 3 Chris Umeh (23e, 32e), Ernest Freeman (50e) Transformation(s) : 1 Viktor Meier (33e) | Rapport          | Essai(s) : 1 Dumitru Suler (26e) Transformation(s) : 1 Ovidiu Neagu (26e) Pénalité(s) : 2 Ovidiu Neagu (38e, 46e) | Stade Selma, Kaliningrad 250 spectateurs Arbitre : Federico Vedovelli, Kopp, Kaptuk |
| 17 avril 2019 15 h 30 CET |                                                                                                   | Rapport          | | Stade Selma, Kaliningrad 250 spectateurs Arbitre : Federico Vedovelli, Kopp, Kaptuk |

| 17 avril 2019 14 h CET | Pays-Bas -18 | 14 - 34 (0 - 17) | Belgique -18 | Stade Selma, Kaliningrad 500 spectateurs Arbitre : Allsop, Sadycov, Klimkina |
| 17 avril 2019 14 h CET | Essai(s) : 2 Spencer Bours (39e), Daily Limmen (41e) Transformation(s) : 2 Feije Bosman (39e, 42e) Carton(s) jaune(s) : 2 Monty Leverstein (31e), Thimo Hegie (58e) | Rapport          | Essai(s) : 5 Viktor Pazgrat (3e, 67e), Samuel Couplan (35e, 55e), Solal Wajnsztok (37e) Transformation(s) : 3 Viktor Pazgrat (3e, 35e), Antoine Madden (37e) Pénalité(s) : 1 Viktor Pazgrat (12e) Carton(s) jaune(s) : 1 Nicolas Gigot (46e) | Stade Selma, Kaliningrad 500 spectateurs Arbitre : Allsop, Sadycov, Klimkina |
| 17 avril 2019 14 h CET | | Rapport          | | Stade Selma, Kaliningrad 500 spectateurs Arbitre : Allsop, Sadycov, Klimkina |

#### Match pour la septième place
| 20 avril 2019 11 h CET | Roumanie -18                                                                       | 12 - 29 (12 - 0) | Pays-Bas -18 | Stade Selma, Kaliningrad 150 spectateurs Arbitre : Kopp, Ryzhkov |
| 20 avril 2019 11 h CET | Essai(s) : 2 Virgil Ghenea (47e), ? (56e) Transformation(s) : 1 Ovidiu Neagu (47e) | Rapport          | Essai(s) : 4 Willem Vos (8e, 41e), Cas Offermans (13e), Spencer Bours (53e) Transformation(s) : 3 Daily Limmen (9e, 42e, 53e) Pénalité(s) : 1 Feije Bosman (64e) Carton(s) jaune(s) : 1 Dale Zonneveld (25e) | Stade Selma, Kaliningrad 150 spectateurs Arbitre : Kopp, Ryzhkov |
| 20 avril 2019 11 h CET |                                                                                    | Rapport          | | Stade Selma, Kaliningrad 150 spectateurs Arbitre : Kopp, Ryzhkov |

#### Match pour la cinquième place
| 20 avril 2019 14 h CET | Allemagne -18 | 26 - 29 (14 - 12) | Belgique -18 | Stade Selma, Kaliningrad 150 spectateurs Arbitre : Bousac, Kaptuk, Sadykov |
| 20 avril 2019 14 h CET | Essai(s) : 4 Viktor Meier (26e), Ernest Freeman (36e), ? (44e), Benjamin Porter (69e) Transformation(s) : 3 Viktor Meier (26e, 36e, 44e) | Rapport           | Essai(s) : 4 Tom Soenen (9e), Brandon Faddar (36e), Hugo Dussart (47e), ? (57e) Transformation(s) : 3 Tom Soenen (31e), Dorian Lucas (47e), Viktor Pazgrat (57e) Pénalité(s) : 1 Viktor Pazgrat (71e) Carton(s) jaune(s) : 1 Lucas Rassinfosse (20e) | Stade Selma, Kaliningrad 150 spectateurs Arbitre : Bousac, Kaptuk, Sadykov |
| 20 avril 2019 14 h CET | | Rapport           | | Stade Selma, Kaliningrad 150 spectateurs Arbitre : Bousac, Kaptuk, Sadykov |

#### Match pour la troisième place
| 20 avril 2019 16 h CET | Russie -18 | 27 - 38 (24 - 10) | Portugal -18 | Arena Baltika, Kaliningrad 8 000 spectateurs Arbitre : Federico Vedovelli, Allsop, Evseev |
| 20 avril 2019 16 h CET | Essai(s) : 3 Maksim Kemaev (7e), Bogdan Kireev (14e, 32e) Transformation(s) : 3 Aleksandr Belosludtsev (7e, 14e, 32e) Pénalité(s) : 2 Aleksandr Belosludtsev (35e, 53e) | Rapport           | Essai(s) : 6 Vasco Correia (1re), Nuno Peixoto (27e, 48e), Pierre-Mathieu Fernandes (42e), Vasco Durão (59e), Domingos Cabral (70e) Transformation(s) : 4 Domingos Cabral (42e, 48e, 59e, 70e) Carton(s) jaune(s) : 1 João Vieira (20e) | Arena Baltika, Kaliningrad 8 000 spectateurs Arbitre : Federico Vedovelli, Allsop, Evseev |
| 20 avril 2019 16 h CET | | Rapport           | | Arena Baltika, Kaliningrad 8 000 spectateurs Arbitre : Federico Vedovelli, Allsop, Evseev |

#### Finale
| 20 avril 2019 18 h CET | Géorgie -18 | 20 - 10 (6 - 10) | Espagne -18 | Arena Baltika, Kaliningrad 8 000 spectateurs Arbitre : Peter Martin, Allsop, Kopp |
| 20 avril 2019 18 h CET | Essai(s) : 2 Luka Ivanishvili (en) (57e), Giorgi Kuparadze (60e) Transformation(s) : 2 Givi Tsintsadze (57e, 60e) Pénalité(s) : 2 Dachi Papunashvili (2e, 20e) | Rapport          | Essai(s) : 1 Arnau Andres (25e) Transformation(s) : 1 Gonzalo Vinuesa (25e) Pénalité(s) : 1 Gonzalo Vinuesa (8e) Carton(s) jaune(s) : 1 Gonzalo González (33e) | Arena Baltika, Kaliningrad 8 000 spectateurs Arbitre : Peter Martin, Allsop, Kopp |
| 20 avril 2019 18 h CET | | Rapport          | | Arena Baltika, Kaliningrad 8 000 spectateurs Arbitre : Peter Martin, Allsop, Kopp |